# ABCHO
ABCHO（アブチョ）は、かつて存在した元モーニング娘。の石川梨華と吉澤ひとみによる音楽ユニットである。所属レーベルはユニバーサル インターナショナル（ユニバーサル ミュージック合同会社）。

## 特徴
石川と吉澤はこの当時、狂気性と耽美を表現するユニット『HANGRY&ANGRY-f』として活動しているが、その2人が新たにユニットを組み、別コンセプトで活動する。ユニット名である『ABCHO』は『ABSTRACT CHOP』の略で、そのコンセプトは「既成概念にない超ポップとエッジな感覚であらゆるものをチョップする」である。

## 略歴
2012年
- 2月22日 - 4月5日よりテレビ東京で放送されるアニメ『戦国コレクション』のオープニングテーマを歌うアーティストが石川と吉澤の新ユニットであることが発表された[4]。この時点ではユニット名やオープニングテーマの曲名は発表されていなかった[4]。
- 3月7日 - ユニット名が『ABCHO』であることが発表され、また、5月23日にCDシングル「目をとじてギュッしよ」をリリースすることも発表された[5]。

2018年
- 9月28日 - 吉澤の芸能界引退に伴い事実上、同ユニットの活動も終了となった。

## 作品

### シングル
- 目をとじてギュッしよ（2012年5月23日） - テレビアニメ『戦国コレクション』前期（第1話 - 第13話）オープニングテーマ